# Pim de la Parra
Pim de la Parra (Paramaribo, 5 de janeiro de 1940 – Paramaribo, 6 de setembro de 2024) foi um cineasta surinamês-neerlandês.

## Biografia
De la Parra era o mais velho de dois irmãos e descendente de judeus sefarditas que se estabeleceram no Suriname há quatro séculos. De la Parra foi educado pelas tias.
Frequentou a Academia de Cinematografia de Amesterdão e em 1964 fundou uma revista de cinema Skoop juntamente com Nicolai van der Heyde e Gied Jaspars. De la Parra estreou-se em 1965 com o filme Jongens, jongens wat een meid. A partir de 1966 realizou e produziu filmes juntamente com Wim Verstappen, a partir de 1967 sob o nome Scorpio Films. Depois de algumas curtas-metragens, iniciou a sua carreira internacional com Obsessions (1969), co-escrito com Martin Scorsese. O seu primeiro grande sucesso foi em 1971 com o filme Blue Movie. Em 1976, dirigiu Wan Pipel, o primeiro filme filmado inteiramente com atores de Suriname.

## Filmografia
- Jongens, jongens wat een meid (1965)
- Bezeten, Het Gat in de Muur (1969)
- Rubia's Jungle (1970)
- Blue Movie (1971)
- Frank en Eva (1973)
- Mijn Nachten met Susan, Olga, Albert, Julie, Piet & Sandra (1975)
- Wan Pipel (1976)
- Paul Chevrolet en de ultieme hallucinatie (1985)
- Als in een Roes... (1986)
- Odyssée d'Amour (1987)
- Lost in Amsterdam (1989)
- De nacht van de wilde ezels (1990)
- Let the Music Dance (1990)
- Dagboek van een zwakke yogi (1993; als Ronald da Silva)
- Dream of a Shadow (1996)
- Ala di (2006)
- Het geheim van de Saramacca rivier (2007)